# Fausto Coppi
Angelo-Fausto Coppi (Castellania, Olasz Királyság, 1919. szeptember 15. – Tortona, Olaszország, 1960. január 2.). A második világháború körüli évek egyik meghatározó kerékpárversenyzője. A Giro d’Italia ötszörös (1940, 1947, 1949, 1952, 1953), a Tour de France kétszeres győztese (1949 és 1952), 1953-ban világbajnok, az egyórás kerékpározás világrekordere (45,798 km) 1942-ben.

## Családi háttér
Coppi egy ötgyermekes olasz családban negyedikként jött a világra. Édesanyja az Angelo, apja a Fausto nevet szánta neki, így Angelo-Fausto néven anyakönyvezték, de élete során Fausto néven volt ismert. 13 évesen abbahagyta tanulmányait és beállt egy henteshez dolgozni. 15 éves korában kezdett versenyezni, önálló, klub nélküli versenyzőként. Első díjazása 20 líra és egy szendvics volt.

## Pályafutás
Coppi kerékpáros pályafutását a kezdetekben Biaggio Cavanna egyengette. Ő látta el jó tanácsokkal, javaslatokkal. Coppi első nagy sikere 1940-ben jött el, amikor 20 évesen a Giro d’Italia győztese lett. 1942-ben felállította az egyórás kerékpározás világrekordját (45,798 km) Milánóban. A második világháború után visszatért a versenysportba és olyan jelentős sikereket ért el, melyet csak Eddy Merckx tudott felülmúlni.
Két alkalommal, 1949-ben és 1952-ben egy szezonon belül megnyerte az olasz és a francia körversenyt. A Giro d’Italián öt alkalommal nyert, amire csak Alfredo Binda és Eddy Merckx volt képes. A Lombard körversenyen szintén öt alkalommal diadalmaskodott (1946, 1947, 1948, 1949 és 1954), a Milano-San Remo verseny háromszoros bajnoka (1946, 1948 és 1949). A Párizs–Roubaix és La Flèche Wallonne klasszikus versenyek győztese (1950), országúti világbajnok (1953).
1952-ben a Touron megnyerte az Alpe d’Huez-i szakaszt, amely első alkalommal szerepelt a versenyben. Hat kilométerre a csúcstól kezdett el támadni és megszabadult riválisától, Jean Robictól. A szakaszgyőzelem után „kerékpározó marslakó”-nak nevezték. A versenyt végül 28 perces előnnyel nyerte meg. A Touron összesen három alkalommal indult el, ebből kétszer a sárga trikóval távozhatott.

## Egyórás világrekord
Coppi 1942. november 7-én a milánói kerékpár pályán döntötte meg a világcsúcsot. 50×15-ös áttételt hajtva, 103,3-as átlag fordulatszámon hajtott.
| - 1 km: 01:17 - 2 km: 02:36 - 3 km: 03:53 - 4 km: 05:12 - 5 km: 06:30 | - 10 km: 13:02 - 15 km: 19:35 - 20 km: 26:08 - 30 perc: 22.946 km - 25 km: 32:41 | - 30 km: 39:14 - 35 km: 45:47 - 40 km: 52:19 - 45 km: 58:5 - óra: 45.871 km, később korrigálva: 45,798 km |

Coppi Maurice Archambaud 45,767 km-es rekordját döntötte meg. A rekordot csak 14 év múlva tudta megdönteni Jacques Anquetil.

## A versengés Bartalival
Coppi versenyzői korszakát a kerékpársport arany évei kezdetének tekintik. Ennek egyik tényezője Coppi és Gino Bartali csatája volt, amely megosztotta az olasz rajongókat és egész Olaszországot. Bartali konzervatív, vallásos, vidéken mélyen tisztelt versenyző volt, míg Coppi ellentétes habitusú, az edzéseket megújító, az iparosított észak kedvence volt.

## Hadifogságban
Amikor Olaszország belépett a második világháborúba, Coppi egy gyalogos egységbe vonult be a hadseregbe. 1943-ban Észak-Afrikába vezényelték, ahol brit hadifogságba került. 1945-ben visszakerült hazájába, majd 1945 júliusában, négy év kihagyás után indult újra versenyen, amit megnyert.

## A fehér ruhás hölgy
A fehér ruhás hölgy a feltűnően szép Giulia Occhini volt, aki házasságban élt Enrico Locatelli katonatiszttel. Coppi szintén házas volt. Locatelli kerékpárszurkoló volt, akit egy versenyre elkísért felesége is. Giulia Occhini és Fausto Coppi egy aláírás kérés során ismerkedtek meg, majd a későbbiekben egyre többet találkoztak. Olaszországban akkoriban a házasságtörés szóba sem jöhetett. 1954-ben a La Stampa hasábjain megjelent egy fénykép az egymást ölelő Coppiról és Giulia Occhiniről, akit fehér ruhás hölgyként neveztek.
Occhini és Coppi összeköltöztek, de a botrány egyre nagyobb lett, a főbérlőjük felmondott nekik. Az újságírók követték a pár minden lépését. A rendőrök is rajtuk ütöttek, hogy ellenőrizzék, egy ágyban töltik-e az éjszakát. XII. Piusz pápa arra kérte Coppit, hogy térjen vissza a feleségéhez. A pápa visszautasította, hogy megáldja a Giro d’Italiát, mert Coppi is indult rajta, még az olasz szövetséget is megkereste az egyházi vezető.
Coppi felesége, Bruna Ciampolini elutasította a válást. Coppinak és Giulia Occhininek egy gyermeke született, Faustino. Coppi karrierje a botrány után hanyatlani kezdett, már nem tudta megismételni régi sikereit.

## Halála

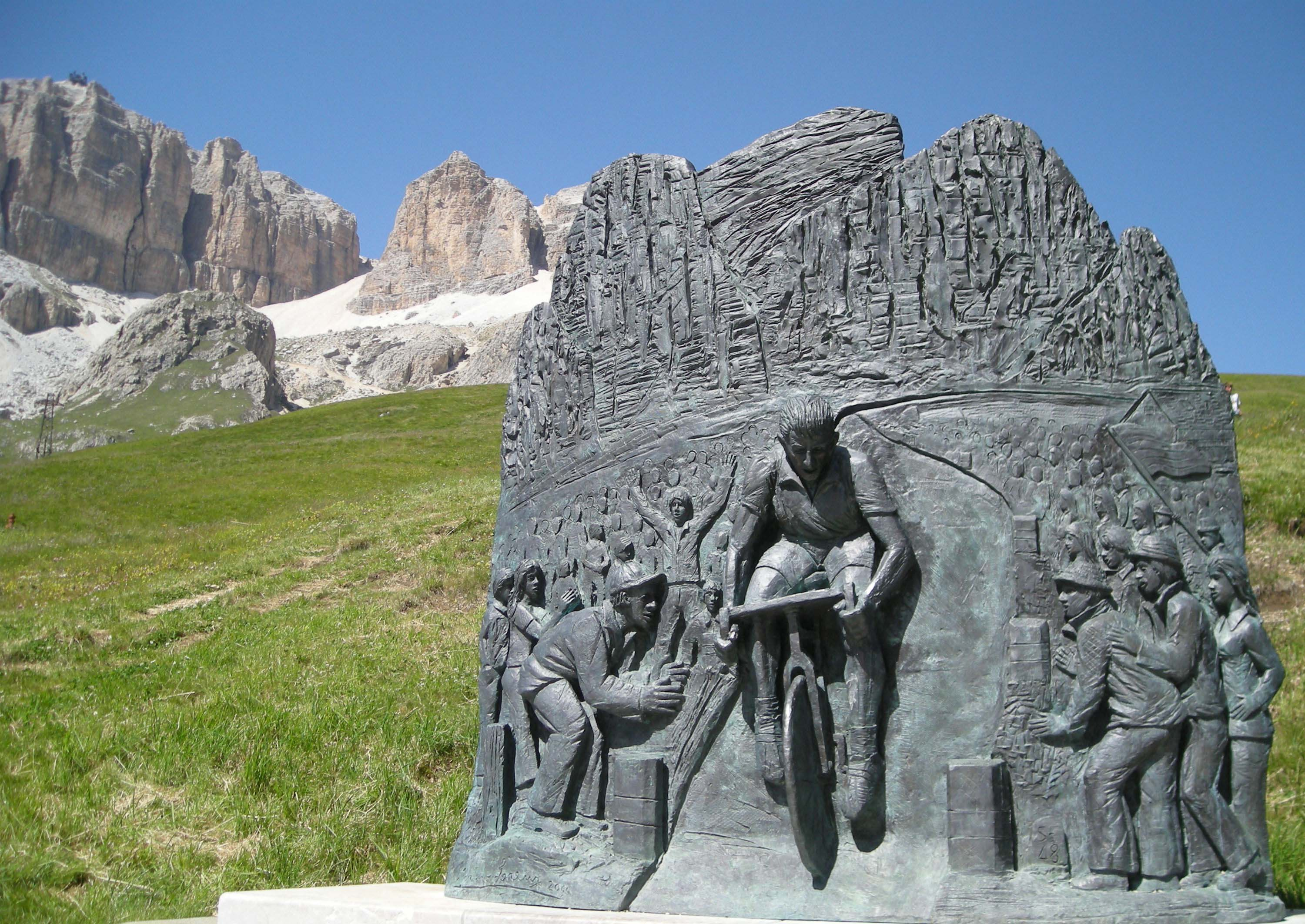
Coppi emlékműve a Pordoi-hágón

1959-ben Burkina Faso elnöke meghívta Coppit, Raphaël Géminianit, Jacques Anquetilt, Louison Bobet-t, Roger Hassenfordert és Henry Angladét, hogy versenyezzenek helyi kerékpárosokkal, majd utána egy vadászatra. Az afrikai út során Coppi és Géminiani maláriával fertőződött. Géminiani túlélte a betegséget, de Coppi, akit az orvosok félrekezeltek, elhunyt. A La Gazzetta dello Sport, az olasz sportlap, Coppi melléklettel jelent meg. A szerkesztők egy újabb Coppiért imádkoztak a lapban.

### A haláleset vizsgálata
2002 januárjában egy férfi, aki 1964 óta Burkina Fasóban élt, azt állította, hogy Coppi nem maláriában, hanem bosszúból, mérgezésben vesztette életét, amit egy elefántcsontparti versenyző okozott. Az olasz bíróság elrendelte a toxikológiai vizsgálatot, melyet egy év után megszüntettek.

## Emlékezete
- A Giro d’Italia minden évben emléket állít Coppinak. A verseny legmagasabb csúcsát – melyet Cima Coppinak neveznek – leghamarabb megmászó versenyző külön díjazásban részesül.
- Coppi a 20. század legjobb olasz sportolója szavazáson a második helyen végzett.
- A nagy Fausto (Il Grande Fausto) címmel játékfilm készült az életéről.

## A legnagyobb győzelmek évenként
1940
Giro d’Italia:
 A verseny győztese
Szakaszgyőzelem: 11. szakasz
1941
Giro di Toscana
Giro dell'Emilia
Giro del Veneto
Tre Valli Varesine
1942
Egyórás világrekord – 45,798 km (Milánó, Velodromo Vigorelli)
 Olasz országúti bajnok
1946
Milan-Sanremo
Giro di Lombardia
Grand Prix des Nations
Giro della Romagna
Giro d’Italia:
Szakaszgyőzelmek: 4., 13. és 14. szakasz
1947
Giro d’Italia:
 A verseny győztese
Szakaszgyőzelem: 4., 8. és 16. szakasz
Giro di Lombardia
Grand Prix des Nations
 Olasz országúti bajnok
Giro della Romagna
Giro del Veneto
Giro dell'Emilia
1948
Milan-Sanremo
Giro di Lombardia
Giro d’Italia:
 Hegyek királya
szakasz győzelmek 16. és 17. szakasz
Giro dell'Emilia
Tre Valli Varesine
1949
Giro d’Italia:
 A verseny győztese
 Hegyek királya
Szakaszgyőzelemek: 4., 1. és 17.
Tour de France:
 A verseny győztese
 Hegyek királya
Szakaszgyőzelmek: 7., 17. és 20.
Milan-Sanremo
Giro di Lombardia
 Olasz országúti bajnok
Giro della Romagna
Giro del Veneto
1950
Párizs–Roubaix
La Flèche Wallonne
1951
Tour de France:
Szakaszgyőzelem: 20.
Giro d’Italia:
Szakaszgyőzelmek: 6. és 18.
Gran Premio di Lugano
1952
Giro d’Italia:
 A verseny győztese
Szakaszgyőzelmek: 5., 11. és 14.
Tour de France:
 A verseny győztese
 Hegyek királya
Szakaszgyőzelmek: 7., 10., 11., 18. és 21.
Gran Premio di Lugano
1953
 Országúti világbajnok
Giro d’Italia:
 A verseny győztese
Szakaszgyőzelmek: 4., 19. és 20.
Trofeo Baracchi
1954
Giro d’Italia:
 Hegyek királya
Szakaszgyőzelem: 20.
Giro di Lombardia
Coppa Bernocchi
Trofeo Baracchi
1955
Giro d’Italia:
Szakaszgyőzelem: 20.
 Olasz országúti bajnok
Giro dell'Appennino
1956
Gran Premio di Lugano
1957
Trofeo Baracchi